# 2010-es svéd labdarúgó-bajnokság (első osztály)
A 2010-es Allsvenskan a svéd labdarúgó-bajnokság legmagasabb szintű versenyének 86. alkalommal megrendezettbajnoki éve volt. A pontvadászat 2010. március 13-án kezdődött és november 7-én ért véget. A címvédő az AIK volt.
A bajnokságot a Malmö FF nyerte az ezüstérmes Helsingborgs IF, és a bronzérmes Örebro SK csapatát. Ez volt a klub 19. bajnoki címe. Az élvonaltól Åtvidabergs FF és Brommapojkarna búcsúzott, a másodosztályból pedig a Syrianska és az IFK Norrköping jutott fel.
A gólkirályi címet Alexander Gerndt nyerte el 20 góllal, melyből 8 találatot a Gefle, 12 találatot pedig a Helsingborgs IF színeiben szerzett. Később őt választották meg az Év Játékosá-nak is.

## A bajnokság rendszere
A pontvadászat 16 csapat részvételével zajlott, a csapatok tavaszi-őszi lebonyolításban oda-visszavágós, körmérkőzéses rendszerben mérkőztek meg egymással. Minden csapat minden csapattal kétszer játszott: egyszer pályaválasztóként, egyszer pedig vendégként.
A pontvadászat végső sorrendjét a 30 bajnoki forduló mérkőzéseinek eredményei határozták meg a szerzett összpontszám alapján kialakított rangsor szerint. A mérkőzések győztes csapatai 3 pontot, döntetlen esetén mindkét csapat 1-1 pontot kapott. Vereség esetén nem járt pont.
Azonos összpontszám esetén a bajnokság sorrendjét az alábbi szempontok alapján határozták meg:
1. a bajnokságban elért győzelmek száma
2. a bajnoki mérkőzések gólkülönbsége

A bajnokság győztese lett a 2010-es svéd bajnok, a 15. és 16. helyezett egyenes ágon kiesett a másodosztályba, a 14. helyezett pedig oda-visszavágós osztályozót játszott a másodosztály bronzérmes csapatával. A párosítás győztese vett részt a 2011-es élvonalbeli küzdelmekben.

## Változások a 2009-es szezonhoz képest
Kiesett a másodosztályba
- Örgryte IS, 15. helyezettként
- Hammarby IF, 16. helyezettként

Feljutott az élvonalba
- Mjällby, a másodosztály győzteseként
- Åtvidabergs FF, a másodosztály ezüstérmeseként

## Részt vevő csapatok
| Csapat          | Székhely    | Stadion            | 2009        |
| --------------- | ----------- | ------------------ | ----------- |
| AIK             | Solna       | Råsunda Stadion    | 1.          |
| Åtvidabergs FF  | Åtvidaberg  | Kopparvallen       | 2. (II. o.) |
| Brommapojkarna  | Stockholm   | Grimsta IP         | 12.         |
| Djurgården      | Stockholm   | Stockholms Stadion | 14.         |
| Elfsborg        | Borås       | Borås Arena        | 3.          |
| GAIS            | Göteborg    | Gamla Ullevi       | 11.         |
| Gefle IF        | Gävle       | Strömvallen        | 10.         |
| IFK Göteborg    | Göteborg    | Gamla Ullevi       | 2.          |
| Halmstads BK    | Halmstad    | Örjans Vall        | 13.         |
| Helsingborgs IF | Helsingborg | Olympia            | 8.          |
| Häcken          | Göteborg    | Rambergsvallen     | 5.          |
| Kalmar          | Kalmar      | Fredriksskans      | 4.          |
| Malmö FF        | Malmö       | Swedbank Stadion   | 7.          |
| Mjällby         | Hällevik    | Strandvallen       | 1. (II. o.) |
| Örebro SK       | Örebro      | Behrn Arena        | 6.          |
| Trelleborgs FF  | Trelleborg  | Vångavallen        | 9.          |

## Végeredmény
| #   | Csapat                | M  | GY | D  | V  | G+ – G– | GK  | P                                                    | Megjegyzések                                   |
| --- | --------------------- | -- | -- | -- | -- | ------- | --- | ---------------------------------------------------- | ---------------------------------------------- |
| 1.  | Malmö FF (B)          | 30 | 21 | 4  | 5  | 59–24   | +35 | 67                                                   | 2011–2012-es Bajnokok Ligája – 2. selejtezőkör |
| 2.  | Helsingborgs IF (KGY) | 30 | 20 | 5  | 5  | 49–26   | +23 | 65                                                   | 2011–2012-es Európa-liga – 3. selejtezőkör1    |
| 3.  | Örebro SK             | 30 | 16 | 4  | 10 | 40–30   | +10 | 52                                                   | 2011–2012-es Európa-liga – 2. selejtezőkör     |
| 4.  | Elfsborg              | 30 | 12 | 11 | 7  | 55–40   | +15 | 47                                                   | 2011–2012-es Európa-liga – 1. selejtezőkör     |
| 5.  | Trelleborgs FF        | 30 | 13 | 5  | 12 | 39–42   | −3  | 44 \|rowspan="3" style="background-color:#fafafa;"\| |                                                |
| 6.  | MjällbyÚ              | 30 | 11 | 10 | 9  | 36–29   | +7  | 43                                                   |                                                |
| 7.  | IFK Göteborg          | 30 | 10 | 10 | 10 | 42–29   | +13 | 40                                                   |                                                |
| 8.  | Häcken                | 30 | 11 | 7  | 12 | 40–42   | −2  | 40                                                   | 2011–2012-es Európa-liga – 1. selejtezőkör2    |
| 9.  | Kalmar FF             | 30 | 10 | 10 | 10 | 36–38   | −2  | 40 \|rowspan="5" style="background-color:#fafafa;"\| |                                                |
| 10. | Djurgården            | 30 | 11 | 7  | 12 | 35–42   | −7  | 40                                                   |                                                |
| 11. | AIKCV, K              | 30 | 10 | 5  | 15 | 29–36   | −7  | 35                                                   |                                                |
| 12. | Halmstads BK          | 30 | 10 | 5  | 15 | 31–42   | −11 | 35                                                   |                                                |
| 13. | GAIS                  | 30 | 8  | 8  | 14 | 24–35   | −11 | 32                                                   |                                                |
| 14. | Gefle                 | 30 | 7  | 8  | 15 | 33–46   | −13 | 29                                                   | Osztályozó                                     |
| 15. | Åtvidabergs FFÚ (K)   | 30 | 7  | 8  | 15 | 32–51   | −19 | 29                                                   | Superettan                                     |
| 16. | Brommapojkarna (K)    | 30 | 6  | 7  | 17 | 20–48   | −28 | 25                                                   | Superettan                                     |

Forrás: svenskfotboll.se (svédül) 
A rangsorolás alapszabályai: 1. összpontszám, 2. egymás elleni eredmények összpontszáma, 3. gólkülönbség, 4. szerzett gólok száma.
1A Helsingborgs IF nyerte meg a 2010-es svéd kupát, így a 2011–2012-es Európa-liga 3. selejtezőkörében indulhat.
2Az UEFA sportszerűségi ranglistáján Svédország a 3. helyen végzett, így egy jutalomhelyet kapott a 2011–2012-es Európa-liga 1. selejtezőkörében.
(B): Bajnokcsapat, (K): Kieső csapat, (F): Feljutó csapat, (I): Kupainduló, (R): A rájátszás győztese, (KGY): Kupagyőztes

## Eredmények
| Hazai \ Vendég1 | AIK | ÅTV | BRO | DJU | ELF | GEF | GAI | HÄC | HAL | HIF | IFK | KAL | MAL | MJÄ | ÖRE | TRE |
| AIK             |     | 4–1 | 2–1 | 1–2 | 2–0 | 2–0 | 1–0 | 1–1 | 0–1 | 2–3 | 1–2 | 0–1 | 2–0 | 0–0 | 0–1 | 1–0 |
| Åtvidabergs FF  | 1–1 |     | 4–1 | 2–1 | 1–1 | 0–1 | 0–1 | 0–0 | 1–1 | 0–3 | 2–1 | 0–0 | 3–3 | 1–2 | 0–2 | 3–1 |
| Brommapojkarna  | 0–0 | 0–2 |     | 0–1 | 2–2 | 2–1 | 1–0 | 2–1 | 1–0 | 1–3 | 1–2 | 2–3 | 0–4 | 1–0 | 0–1 | 0–3 |
| Djurgården      | 2–1 | 2–1 | 0–0 |     | 4–4 | 1–1 | 1–1 | 0–3 | 0–2 | 0–1 | 2–0 | 0–2 | 1–0 | 1–0 | 2–1 | 3–0 |
| Elfsborg        | 4–0 | 4–1 | 1–0 | 3–1 |     | 1–0 | 1–0 | 0–0 | 6–0 | 1–3 | 1–1 | 4–1 | 2–2 | 2–0 | 3–3 | 4–1 |
| Gefle           | 1–0 | 4–2 | 2–0 | 2–2 | 0–0 |     | 1–0 | 0–2 | 1–2 | 1–3 | 0–0 | 0–0 | 1–3 | 3–3 | 1–3 | 1–3 |
| GAIS            | 3–1 | 0–0 | 1–1 | 0–1 | 0–2 | 2–1 |     | 2–1 | 1–1 | 0–0 | 0–0 | 2–2 | 0–0 | 3–2 | 0–1 | 1–3 |
| Häcken          | 0–1 | 0–0 | 5–0 | 2–1 | 1–1 | 0–2 | 0–2 |     | 2–0 | 2–1 | 1–5 | 1–1 | 0–4 | 0–1 | 2–1 | 4–2 |
| Halmstads BK    | 1–2 | 4–0 | 2–0 | 2–0 | 1–3 | 1–0 | 3–0 | 1–2 |     | 2–4 | 1–0 | 2–1 | 0–2 | 1–2 | 1–1 | 0–0 |
| Helsingborgs IF | 1–0 | 3–0 | 1–0 | 3–3 | 2–1 | 3–1 | 0–1 | 3–1 | 2–1 |     | 2–0 | 0–0 | 2–1 | 2–1 | 2–1 | 1–0 |
| IFK Göteborg    | 4–0 | 3–0 | 1–1 | 1–1 | 5–1 | 2–2 | 2–1 | 0–1 | 3–0 | 0–0 |     | 3–1 | 0–2 | 0–0 | 0–0 | 1–2 |
| Kalmar FF       | 0–3 | 1–2 | 3–0 | 0–1 | 2–2 | 1–1 | 3–1 | 1–3 | 1–0 | 1–0 | 0–3 |     | 2–3 | 1–1 | 4–1 | 2–1 |
| Malmö FF        | 1–0 | 3–1 | 2–1 | 2–1 | 1–0 | 2–0 | 1–0 | 3–1 | 1–1 | 2–0 | 2–1 | 0–1 |     | 2–0 | 3–0 | 2–0 |
| Mjällby         | 0–0 | 2–1 | 0–0 | 3–0 | 2–0 | 1–3 | 3–0 | 2–2 | 2–0 | 0–1 | 0–0 | 0–0 | 4–2 |     | 1–0 | 1–1 |
| Örebro SK       | 1–0 | 2–0 | 1–1 | 1–0 | 3–0 | 3–1 | 0–2 | 2–0 | 3–0 | 3–0 | 2–1 | 1–0 | 0–3 | 0–2 |     | 2–0 |
| Trelleborgs FF  | 4–1 | 0–3 | 0–1 | 3–1 | 1–1 | 2–1 | 2–0 | 3–2 | 1–0 | 0–0 | 2–1 | 1–1 | 0–3 | 2–1 | 1–0 |     |

Forrás: svenskfotboll.se (svédül) 
1A hazai csapatok a bal oldali oszlopban szerepelnek.
Színek: Zöld = hazai győzelem; Sárga = döntetlen; Piros = vendéggyőzelem.
 

## A góloslövőlista élmezőnye
Forrás: fotbollskanalen (svédül).
20 gólos
- Alexander Gerndt (Gefle/Helsingborg)

19 gólos
- Denni Avdić (Elfsborg)

12 gólos
- Mathias Ranégie (Häcken)

11 gólos
- Agon Mehmeti (Malmö)

10 gólos
- Ricardo Santos (Kalmar)
- Moestafa El Kabir (Mjällby)
- Tobias Hysén (IFK Göteborg)
- Daniel Larsson (Malmö)

9 gólos
- Daniel Mendes (Kalmar)
- Kennedy Igboananike (Djurgården)

## Osztályozó
| 2010. november 10. 18.45 (CET) |

| GIF Sundsvall | 0–1               | Gefle     |
| ------------- | ----------------- | --------- |
|               | (0–0) Jegyzőkönyv | Orlov 54' |

| Norrporten Arena, Sundsvall Nézőszám: 2 639 Játékvezető: Michael Lerjéus |

| 2010. november 14. 17.30 (CET) |

| Gefle                             | 2–0               | GIF Sundsvall |
| --------------------------------- | ----------------- | ------------- |
| Theorin 52' (11-esből) Öhagen 80' | (1–0) Jegyzőkönyv |               |

| Strömvallen, Gävle Nézőszám: 4 318 Játékvezető: Jonas Eriksson |

Az osztályzót 3–0-s összesítéssel a Gefle nyerte meg, így megtarthatta élvonalbeli tagságát.

## Nemzetközikupa-szereplés

### Eredmények
| Csapat       | Kupa            | Forduló         | Ellenfél           | 1. mérk. | 2. mérk. | Össz. |
| ------------ | --------------- | --------------- | ------------------ | -------- | -------- | ----- |
| AIK          | Bajnokok Ligája | 2. selejtezőkör | Jeunesse Esch      | 1–0      | 0–0      | 1–0   |
| AIK          | Bajnokok Ligája | 3. selejtezőkör | Rosenborg          | 0–1      | 0–3      | 0–4   |
| AIK          | Európa-liga     | Rájátszás       | Levszki Szofija    | 0–0      | 1–2      | 1–2   |
| IFK Göteborg | Európa-liga     | 3. selejtezőkör | AZ                 | 0–2      | 1–0      | 1–2   |
| Elfsborg     | Európa-liga     | 2. selejtezőkör | Iskra-Stal Rîbnița | 2–1      | 1–0      | 3–1   |
| Elfsborg     | Európa-liga     | 3. selejtezőkör | Teteksz            | 5–0      | 2–1      | 7–1   |
| Elfsborg     | Európa-liga     | Rájátszás       | SSC Napoli         | 0–1      | 0–2      | 0–3   |
| Kalmar FF    | Európa-liga     | 1. selejtezőkör | EB/Streymur        | 1–0      | 3–0      | 4–0   |
| Kalmar FF    | Európa-liga     | 2. selejtezőkör | Dacia Chișinău     | 0–0      | 2–0      | 2–0   |
| Kalmar FF    | Európa-liga     | 3. selejtezőkör | Levszki Szofija    | 1–1      | 2–5      | 3–6   |
| Gefle        | Európa-liga     | 1. selejtezőkör | NSÍ Runavík        | 2–0      | 2–1      | 4–1   |
| Gefle        | Európa-liga     | 2. selejtezőkör | Dinamo Tbiliszi    | 1–2      | 1–2      | 1–4   |

Megjegyzés: Az eredmények minden esetben a svéd labdarúgócsapatok szemszögéből értendőek, a dőlttel írt mérkőzéseket pályaválasztóként játszották.

### UEFA-együttható
A nemzeti labdarúgó-bajnokságok UEFA-együtthatóját a svéd csapatok Bajnokok Ligája-, és Európa-liga-eredményeiből számítják ki. Svédország a 2010–11-es bajnoki évben 2,600 pontot szerzett, ezzel a 28. helyen zárt.
| Csapat       | SGY | SD | SV | GY | D | V | Bónusz | Pont   | Átlag |
| ------------ | --- | -- | -- | -- | - | - | ------ | ------ | ----- |
| AIK          | 1   | 2  | 3  | 0  | 0 | 0 | 0,000  | 2,000  |       |
| IFK Göteborg | 1   | 0  | 1  | 0  | 0 | 0 | 0,000  | 1,000  |       |
| Elfsborg     | 4   | 0  | 2  | 0  | 0 | 0 | 0,000  | 4,000  |       |
| Kalmar FF    | 3   | 2  | 1  | 0  | 0 | 0 | 0,000  | 4,000  |       |
| Gefle        | 2   | 0  | 2  | 0  | 0 | 0 | 0,000  | 2,000  |       |
| Összesen     | 11  | 4  | 9  | 0  | 0 | 0 | 0,000  | 13,000 | 2,600 |

## Külső hivatkozások
- Hivatalos oldal (svédül)
- Eredmények és tabella a Soccerwayen (angolul)
- Eredmények és tabella az rsssf.com-on (angolul)